# Герб Российского государства (проекты 1918—1919)
Проекты герба Российского государства, провозглашённого 23 сентября 1918 года актом Государственного совещания в Уфе «об образовании всероссийской верховной власти», разрабатывались в начале 1919 года по конкурсу, объявленному Обществом художников и любителей изящных искусств Степного края. Доработка проектов герба продолжалась и после окончания конкурса. Официально утверждённого статуса ни один из предложенных проектов так и не получил, но некоторые были использованы на новых выпусках денежных знаков.

## История
23 сентября 1918 года Уфимским Государственным совещанием создано Временное Всероссийское правительство и установлено, что оно будет являться «впредь до созыва Всероссийского Учредительного Собрания… единственным носителем верховной власти на всем пространстве государства Российского». 4 ноября был сформирован исполнительный орган Директории — Всероссийский Совет министров. 18 ноября 1918 года Совет министров объявил о принятии на себя всей полноты верховной власти и затем постановил передать её Верховному правителю, которым избрали адмирала А. В. Колчака. Было образовано новое правительство, вошедшее в историю как Омское, или правительство Колчака (просуществовало до 5 января 1920 года).

## Разработка проектов государственного герба

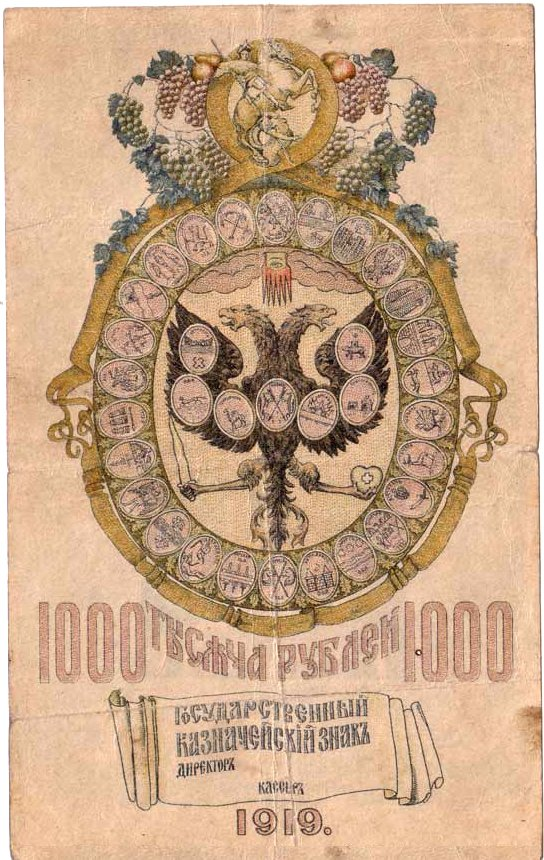
Проект герба работы художника И. Д. Шадра на пробном денежном знаке Российского правительства, 1919 год

В начале 1919 года в Омске прошёл конкурс по разработке нового российского герба, проходивший одновременно с конкурсами на новый государственный гимн и ордена. Он был инициирован Обществом художников и любителей искусств Степного края. В соответствии с условиями конкурса, от его участников требовалось сохранить изображение двуглавого орла, заменив «эмблемы царской эпохи» (корону, скипетр и державу) на символы, «характерные для новой возрождающейся государственности». Государственный герб необходимо было скомпоновать «в более художественных формах, в основах древнерусского стиля», и он должен был в целом «соответствовать современному пониманию декоративности».
Всего на конкурс представили 97 проектов. На некоторых из них двуглавый орёл имел на груди равноконечный крест, герб Сибири, был осенён лучами «всевидящего ока», окружён гербами Оренбурга, Уфы, Челябинска, Омска, Екатеринбурга и Перми. На некоторых вариантах державу заменяли сердцем с крестом, но неизменным оставался меч как символ воинской доблести и вооружённой борьбы. Основным претендентом на победу считался герб, созданный казанским художником Глебом Ильиным, который оставил державу и цепь ордена Андрея Первозванного, заменив корону и скипетр на крест и меч. Герб венчала надпись «Симъ побѣдиши» на андреевской ленте.
Герб не был окончательно утверждён, так как это предполагалось сделать через Национальное собрание, которое намечалось созвать по окончании Гражданской войны. Он существовал в нескольких вариациях и имел хождение на некоторых документах и денежных знаках Российского правительства.

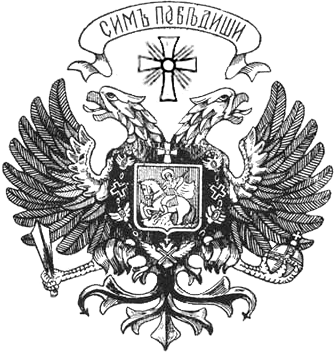
Прорисовка проекта герба художника Г. А. Ильина из книжного издания 1935 года
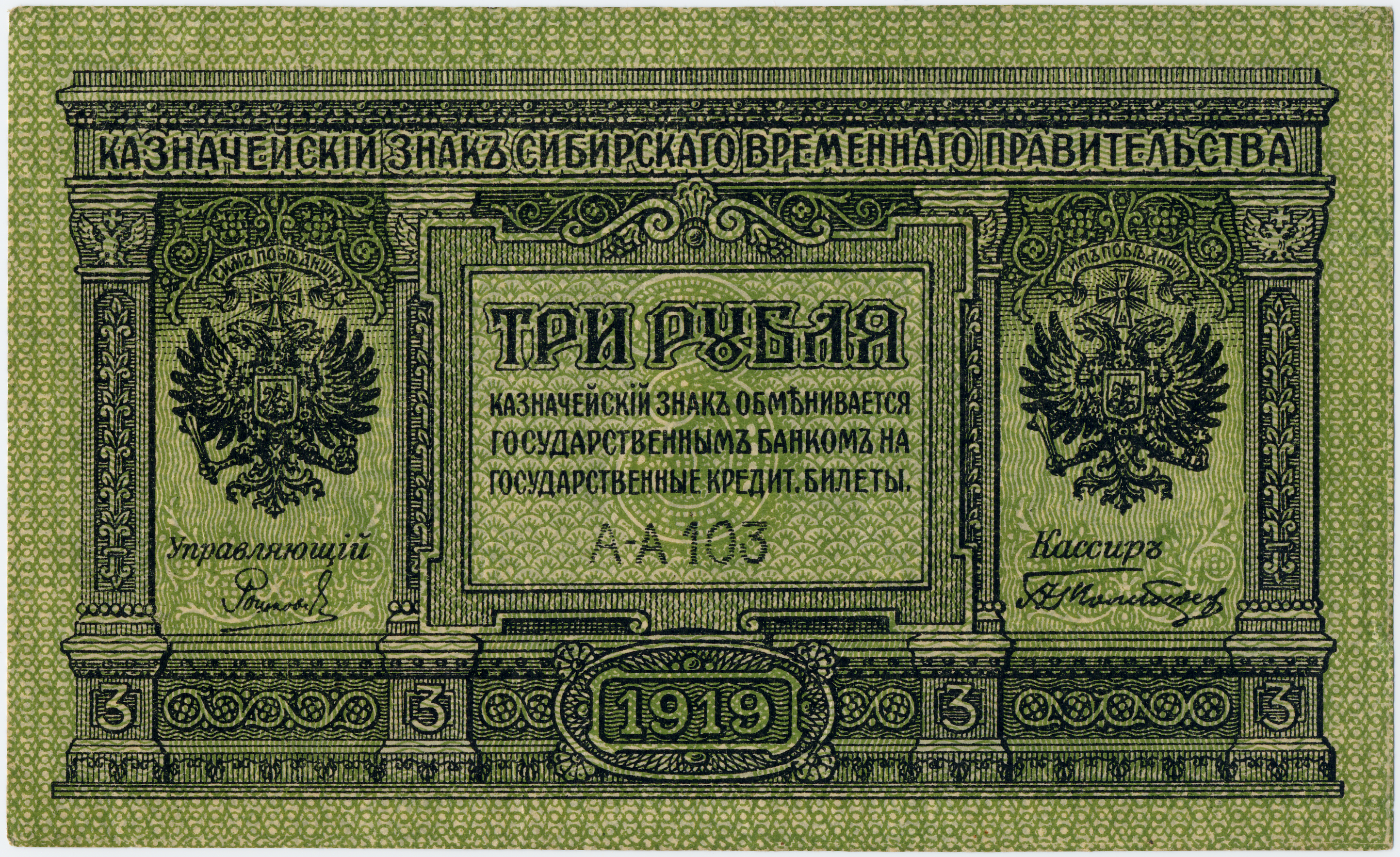
Проект государственного герба России работы художника Г. А. Ильина на трёхрублёвой купюре Сибирского временного правительства, 1919 год

## Использование
Проект российского герба работы Ильина можно увидеть на казначейских знаках Временного Сибирского правительства достоинством 3 и 300 рублей. При этом в обороте со времени Уфимской Директории находились и купюры номиналом 1, 5 и 10 рублей, также называвшиеся казначейскими знаками Сибирского временного правительства. На них помещалось изображение эмблемы Временного правительства России (орёл без монархических регалий).
Планировался, но не был осуществлён, выпуск 1000-рублёвой купюры, причём изображение святого Георгия Победоносца на проекте купюры убрали со щита на груди орла и дали отдельно от герба.
Герб Российского правительства изображён на коллекционной серебряной монете 2012 года, посвящённой адмиралу Колчаку.

## Другие варианты
Другие белогвардейские правительства, также претендовавшие на преемственность с Российской республикой 1917 года, использовали различные варианты двуглавого орла, чаще всего с расправленными крыльями либо наподобие эмблемы Временного правительства.

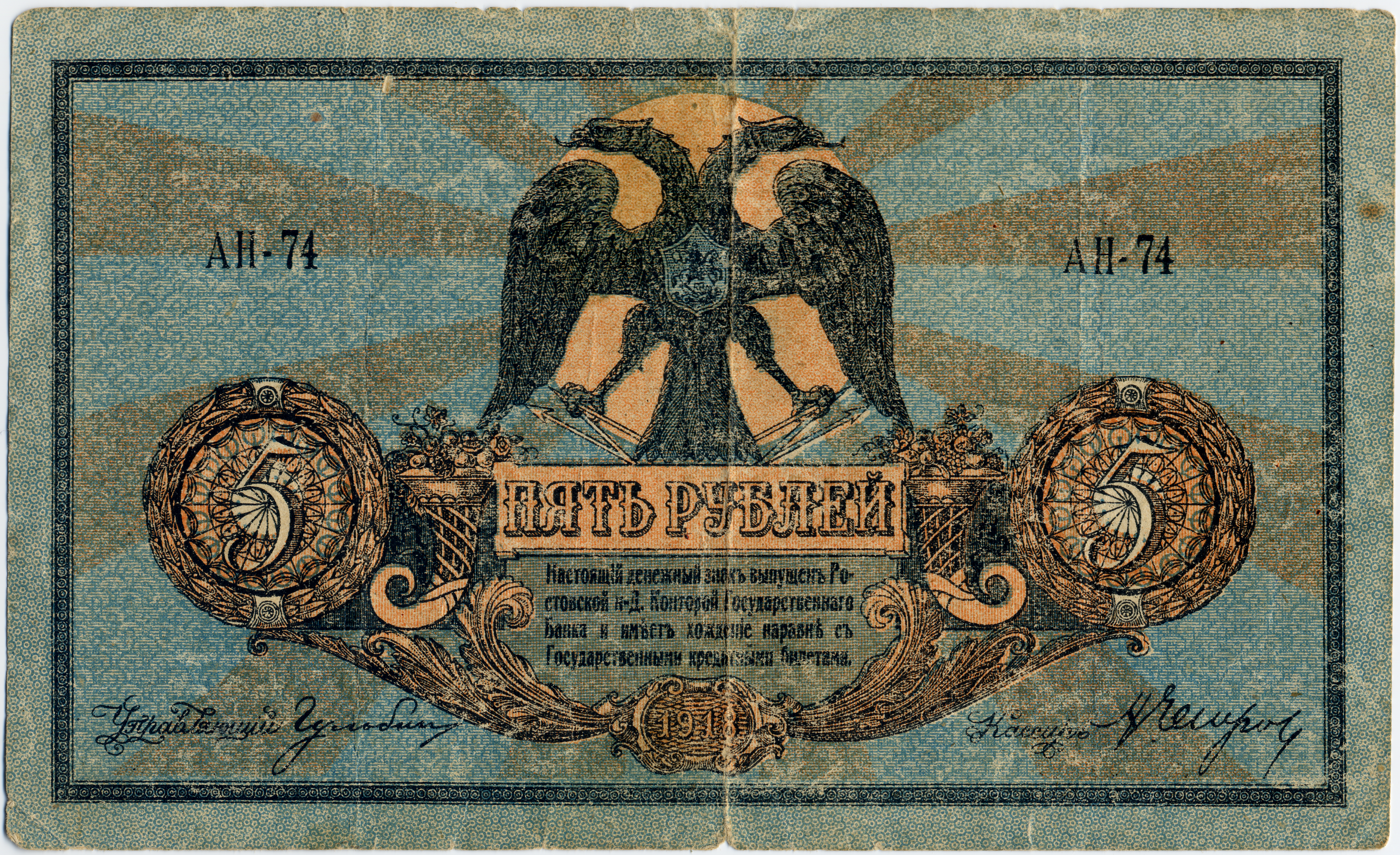
Банкнота достоинством 5 рублей, выпускавшаяся Ростовской-на-Дону конторой Государственного банка (т. н. «донской рубль»). 1918 год
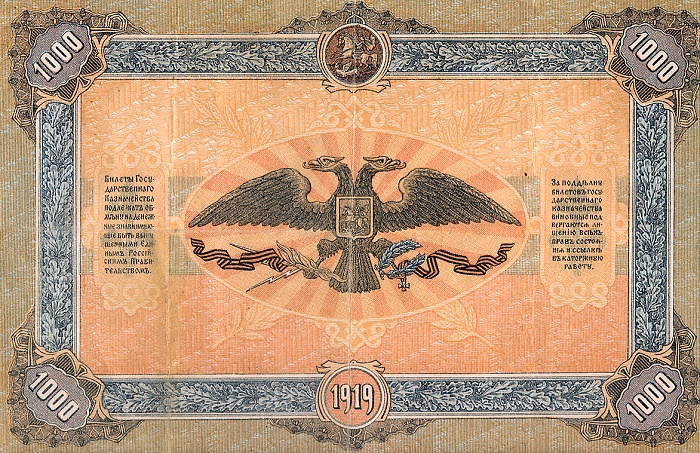
Изображение двуглавого орла на оборотной стороне банкноты достоинством 1000 рублей, выпускавшейся Государственным казначейством Главного командования Вооружёнными силами на Юге России. 1919 год
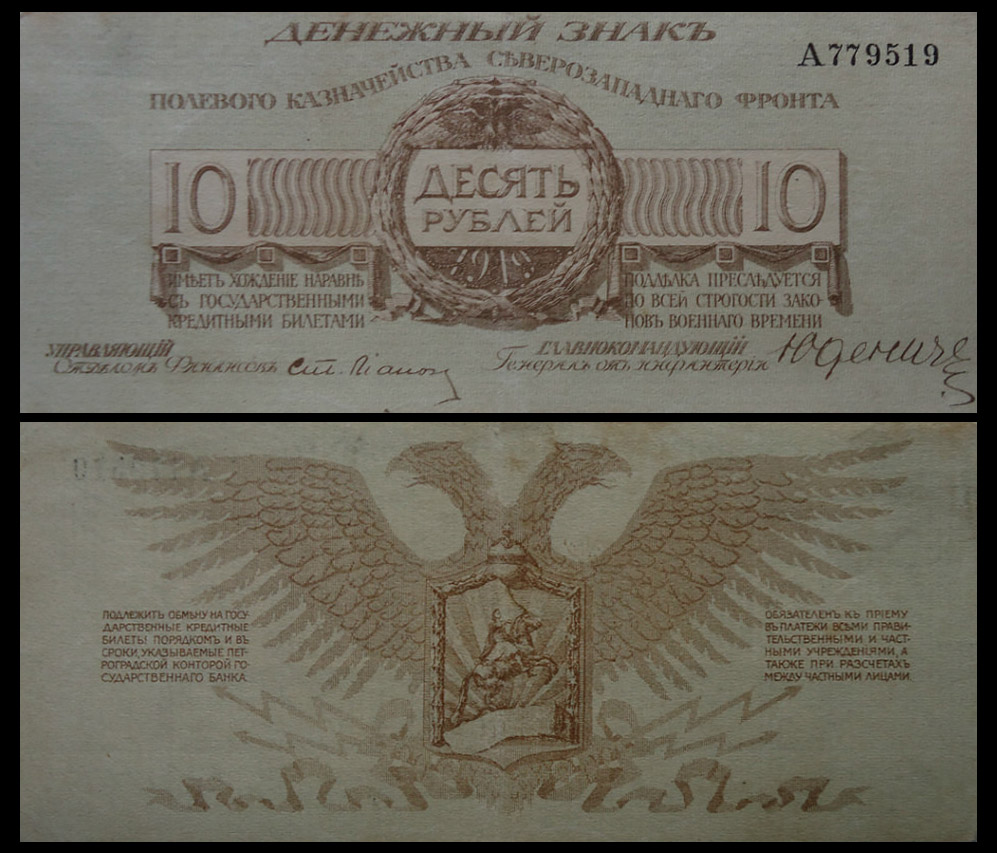
Изображение двуглавого орла на денежном знаке Полевого казначейства Северо-Западного фронта. 1919 год
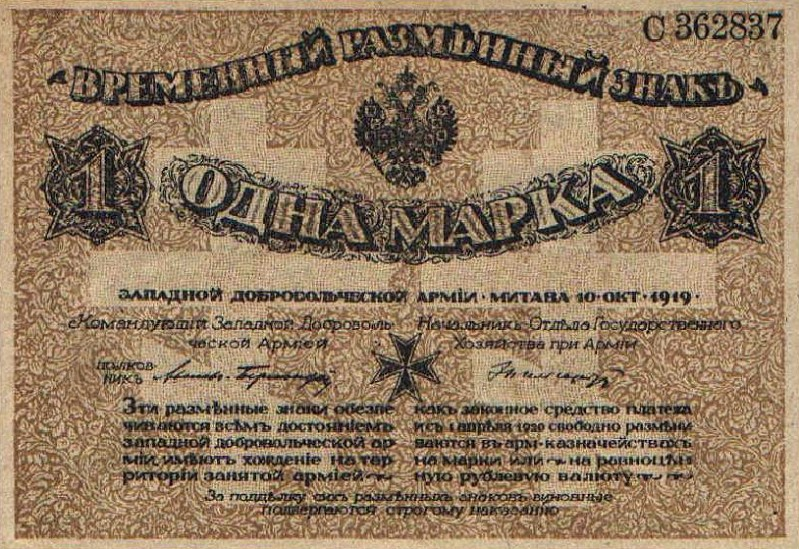
Временный разменный знак достоинством в 1 марку Западной добровольческой армии. 1919 год
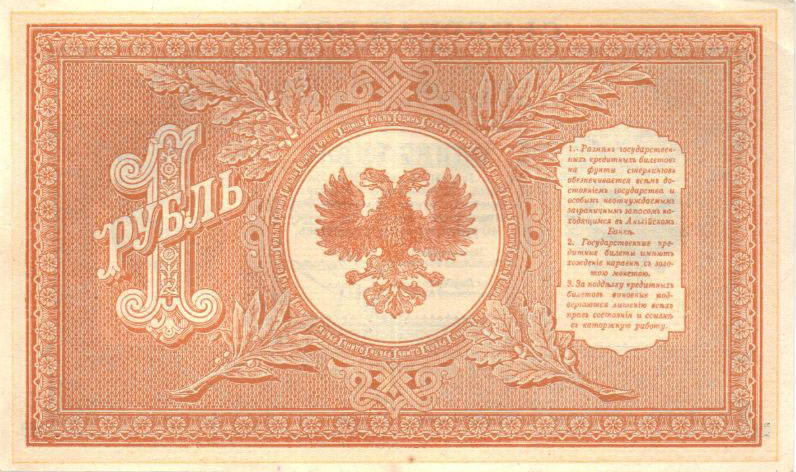
Двуглавый орёл на банкноте Северной области достоинством в 1 рубль. 1919 год
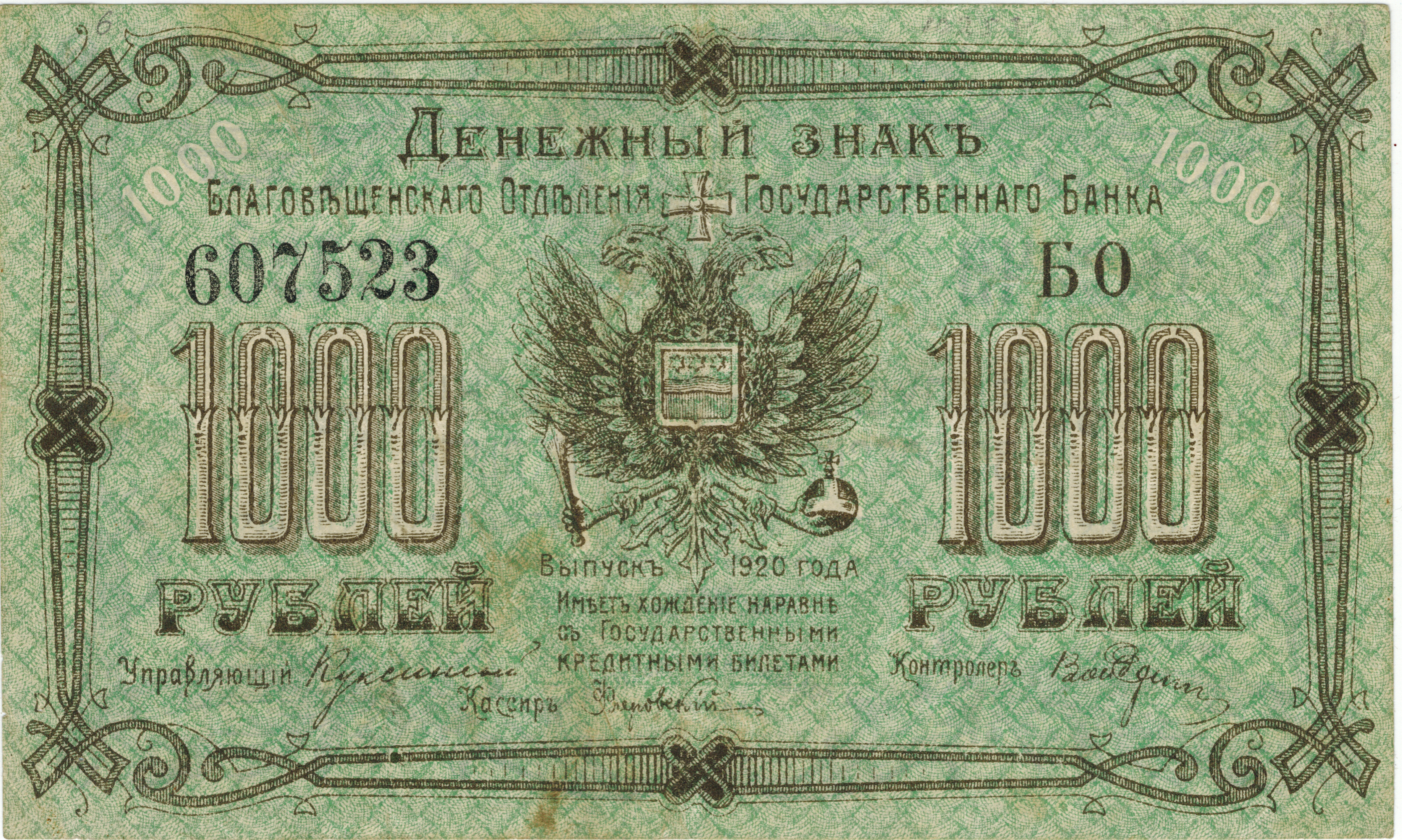
Изображение двуглавого орла на денежном знаке достоинством 1000 рублей, выпущенном Благовещенским отделением Государственного банка. 1920 год